# Łagodny napadowy kręcz szyi
Łagodny napadowy kręcz szyi – rozpoznanie z grupy zespołów epizodycznych.
Łagodny napadowy kręcz szyi zaliczany jest do zespołów epizodycznych, określanych wcześniej mianem dziecięcych zespołów okresowych, stanowiących ekwiwalent migreny, wraz z kolkami niemowlęcymi, łagodnymi napadowymi zawrotami głowy czy zespołem cyklicznych wymiotów. W Międzynarodowej Klasyfikacji Bólów Głowy (wersja 3 β) figuruje pod numerem A 1.6.3.
Wśród przyczyn rozważa się mutację genu CACNA1A. Mutację taką opisano u pacjenta z łagodnym napadowym kręczem szyi. Mutacje tego samego genu obserwowano u chorych na inne zespoły okresowe, jak łagodne napadowe zawroty głowy.
Łagodny napadowy kręcz szyi pojawia się u dzieci później niż kolki niemowlęce, ale wcześniej niż łagodne napadowe zawroty głowy czy zespół cyklicznych wymiotów. Odnotowuje się go w okresie niemowlęcym bądź wczesnego dzieciństwa. Początek przypada na 1. rok życia, najczęściej pomiędzy 2. a 8. miesiącem życia niemowlęcia. Utrzymuje się następnie nawracając do 5. roku życia dziecka.
Przebiega on w sposób nawracający. Występuje dyskineza. Dziecko przechyla głowę w jedną stronę, przechyleniu temu towarzyszy nierzadko rotacja. Dziecko może również wykręcać tułów i miednicę. Przechyloną głowę dziecka można (niekiedy z łatwością, kiedy indziej z oporem) odprowadzić w fizjologiczne położenie. Towarzyszące objawy to ataksja, senność, fotofobia. Stan ten może utrzymywać się od godzin do dni. Objawy ustępują po tym czasie bez leczenia.
Międzynarodowa Klasyfikacja Bólów Głowy proponuje rozpoznawać łagodny napadowy kręcz szyi w razie nawracających u małych dzieci epizodów przechylenia głowy w jedną stronę z niewielką rotacją lub bez niej, z samoistnym ustąpieniem w przeciągu od minut do dni, z przynajmniej jednym objawem towarzyszącym (bladość, apatia, rozdrażnienie, niezborność, wymioty), z brakiem nieprawidłowości w badaniu neurologicznym międzynapadowo i przy braku innego rozpoznania tłumaczącego te objawy.
W diagnostyce różnicowej uwzględnia się choroby neurologiczne takie jak idiopatyczna dystonia torsyjna, napady padaczki częściowe złożone, guzy tylnego dołu czaszki i nieprawidłowości połączenia szczytowo-podstawnego, a także problemy gastroenterologiczne, jak refluks żołądkowo-przełykowy.
Nie opracowano standardów skutecznego leczenia łagodnego napadowego kręczu szyi. W razie towarzyszących silnych wymiotów stosuje się środki przeciwwymiotne.